# Голтянський повіт (Трансністрія)
Голтянський повіт (рум. Județul Golta) — адміністративно-територіальна одиниця  губернаторства Трансністрія (рум. Transnistria) в роки Другої світової війни. Був розташований на території сучасних Миколаївської і Одеської областей України.
Повіт знаходився в північно-східній частині губернаторства. Межував з Балтським, Ананьївським і Березівським повітами губернаторства Трансністрія. По річці Південний Буг межував з генеральною округою Миколаїв рейхскомісаріату Україна.

## Структура
Голтянський повіт губернаторства Трансністрія був створений відповідно до Декрету маршала Й.Антонеску, виданого 19 серпня 1941 року.
Центром повіту визначено місто Голта (правобережна частина Первомайська).
Голтянський повіт (жудець Голта) ділився на 5 районів (пласів):
- Врадіївський район (рум. Plasa Vradievca)
- Голтянський район (рум. Plasa Golta)
- Доманівський район (рум. Plasa Domanovca)
- Кривоозерський район (рум. Plasa Crivoe Osero)
- Любашівський район (рум. Plasa Lubasovca)

## Керівництво
В Голті знаходилась префектура повіту.
Префект повіту — підполковник Модест Ізопеску.
Супрефект — Аристид Падурі.

## Промисловість і сільське господарство
Всі промислові підприємства на території повіту були націоналізовані. Керівництво підприємств було лише з старих громадян Румунії.
В 1941 році румунська влада зберегла колгоспно-радгоспну систему, а навесні розпорядженням губернатора Трансністрії Г.Алексяну № 55 від 14 березня 1942 року колишні колгоспи були перетворені в трудові общини за сімейним принципом, радгоспи стали іменуватись державними фермами. Трудові общини (1 велике або 2-3 малих села) в свою чергу ділились на бригади (до 20 сімей в кожній). Кожна бригада в середньому обробляла до 200 гектарів землі. Орендна плата за 1 га землі становила 50 рейхсмарок.
У своєму розпорядженні № 24 префект повіту М.Ізопеску повідомляв: «В сільськогосподарській роботі немає 8-годинного робочого дня. Вона повинна починатись від сходу сонця і тривати до його заходу. Хто не буде виходити на роботу, буде вивезений в інше місце зі своєю родиною і працюватиме примусово під наглядом жандарма».

## Освіта
В повіті збереглася лише початкова 4-класна освіта. Викладання велось румунською мовою. Навчання не було обов'язковим, тому більша частина дітей школу не відвідувала, а допомагала батькам на польових роботах.
Іноді проводилось професійне навчання кадрів по найнеобхіднішим спеціальностям. Так, наприклад, з 10 по 20 грудня 1942 року в Голті проводились 10-денні курси підготовки завідувачів сепараторними відділеннями молокозаводів. Навчання проводилось за рахунок підприємств, на кожного слухача виділялось по 48 рейхсмарок.

## Голокост
На території повіту було створено 17 гетто і концентраційних таборів для євреїв не лише місцевих, але й для переселених з Молдови і Одеси. Найбільшими з них за кількістю бранців були Акмечетка, Богданівка, Голта (Первомайськ), Доманівка.
21 грудня 1941 року в таборі с. Богданівка розпочалась операція «Подарунок Сталіну». Протягом двох тижнів було знищено близько 40 тисяч євреїв, а до 1 лютого 1942 року — близько 54 тисяч, ще 2 тисячі хворих було спалено живцем в бараках. За цей же період в повіті було знищено від 8 до 10 тисяч циган.
15 лютого 1942 року вийшов наказ про припинення масових розстрілів євреїв. В подальшому ті, що залишились живими, працювали в гетто.

## Кінець повіту
В зв'язку з наближенням лінії фронту до кордонів Трансністрії, 26 січня 1944 року цивільне управління було скасоване, влада перейшла до військового генерал-губернатора Г. Потопяну.
21 березня 1944 року румунську владу було скасовано і німці встановили свою військову адміністрацію, проте до кінця березня територія повіту була звільнена від німецько-румунських загарбників.